# Euxoa misturata
Euxoa misturata là một loài bướm đêm thuộc họ Noctuidae. Nó được tìm thấy ở Bắc Mỹ.
Sải cánh dài khoảng 30 mm.